# Noccaea amani
Noccaea amani là một loài thực vật có hoa trong họ Cải. Loài này được (Post) F.K. Mey. mô tả khoa học đầu tiên năm 1973.